# Florencia Borelli
Florencia Borelli (* 30. Oktober 1992 in Mar del Plata) ist eine argentinische Leichtathletin, die im Langstreckenlauf antritt und zu Beginn ihrer Karriere im Hindernislauf an den Start ging. Auch ihre Zwillingsschwester Mariana Borelli ist als Leichtathletin aktiv.

## Sportliche Laufbahn
Erste internationale Erfahrungen sammelte Florencia Borelli im Jahr 2008, als sie bei den Jugendsüdamerikameisterschaften in Lima in 7:08,63 min die Goldmedaille im 2000-Meter-Hindernislauf gewann. Im Jahr darauf belegte sie bei den Jugendweltmeisterschaften in Brixen in 6:56,67 min den achten Platz und anschließend siegte sie in 10:50,07 min über 3000 m Hindernis bei den Juniorensüdamerikameisterschaften in São Paulo und gewann anschließend in 10:40,46 min die Silbermedaille bei den Panamerikanischen Juniorenmeisterschaften in Port-of-Spain. 2010 gewann sie dann bei den U23-Südamerikameisterschaften, die im Zuge der Südamerikaspiele in Medellín stattfanden, in 11:10,23 min die Bronzemedaille im Hindernislauf hinter den Peruanerinnen Rocío Huillca und Jovana de la Cruz. Im Jahr darauf belegte sie bei den Südamerikameisterschaften in Buenos Aires in 10:54,33 min den sechsten Platz und konnte anschließend ihr Rennen bei den Panamerikanischen Juniorenmeisterschaften in Miramar nicht beenden. Seit 2012 fokussiert sie sich auf den Langstreckenlauf und gewann im selben Jahr in 17:00,04 min die Bronzemedaille im 5000-Meter-Lauf bei den U23-Südamerikameisterschaften in São Paulo und siegte über 10.000 Meter in 35:29,08 min.
2015 siegte sie in 2:37:41 h beim Halbmarathon in Mar del Plata und im Jahr darauf gewann sie bei den Ibero-Amerikanischen Meisterschaften in Rio de Janeiro in 9:10,79 min die Bronzemedaille im 3000-Meter-Lauf hinter der Brasilianerin Juliana Paula dos Santos und Muriel Coneo aus Kolumbien. Zudem gewann sie in 16:28,66 min die Silbermedaille über 5000 Meter hinter der Portugiesin Sara Moreira. Zudem siegte sie zweimal bei einem Halbmarathon in Buenos Aires, einmal in 1:13:51 h und das andere mal in 1:14:19 h. 2017 gelangte sie bei den Südamerikameisterschaften in Luque über 5000 Meter nicht ins Ziel, siegte aber erneut beim Halbmarathon in Buenos Aires in 1:11:58 h und anschließend in Mar del Plata in 1:17:55 h. Bei den Halbmarathon-Weltmeisterschaften 2018 in Valencia gelangte sie nach 1:13:10 h auf Rang 45 und anschließend belegte sie bei den Südamerikaspielen in Cochabamba in 18:01,76 min den vierten Platz über 5000 Meter. Anschließend gewann sie bei den Ibero-Amerikanischen Meisterschaften in Trujillo in 9:19,09 min die Bronzemedaille über 3000 Meter hinter der Uruguayerin María Pía Fernández und Tatiane da Silva aus Brasilien und über 5000 Meter gelangte sie nicht ins Ziel. 2019 belegte sie bei den Südamerikameisterschaften in Lima in 4:28,22 min den vierten Platz im 1500-Meter-Lauf und siegte in 15:42,60 min im 5000-Meter-Lauf. Anschließend startete sie über 5000 Meter bei den Panamerikanischen Spielen ebendort und erreichte dort nach 16:07,75 min Rang neun. Anfang Oktober schied sie dann bei den Weltmeisterschaften in Doha mit 15:56,49 min im Vorlauf aus und im November siegte sie in 1:13:02 h bei den Argentinischen Halbmarathonmeisterschaften in Mar del Plata. Bei den Halbmarathon-Weltmeisterschaften 2020 in Gdynia erreichte sie nach 1:10:30 h Rang 22 und im Jahr darauf gewann sie bei den Südamerikameisterschaften in Guayaquil in 15:47,46 min die Silbermedaille über 5000 Meter hinter der Venezolanerin Edymar Brea. 2022 siegte sie in 1:11:59 h bei den Ibero-Amerikanischen Meisterschaften in La Nucia im Halbmarathon und startete im Juli über 5000 Meter bei den Weltmeisterschaften in Eugene und verpasste dort mit 16:06,36 min den Finaleinzug. Im August siegte sie bei den Halbmarathon-Südamerikameisterschaften in Buenos Aires mit neuem Südamerikarekord von 1:09:31 min und anschließend siegte sie in 33:43,37 min über 10.000 Meter bei den Südamerikaspielen in Asunción.
2023 gewann sie bei den Panamerikanischen Spielen in Santiago de Chile in 2:27:29 h die Silbermedaille im Marathon hinter der Mexikanerin Citlali Cristian. Im Jahr darauf verbesserte sie den Südamerikarekord in Sevilla auf 2:24:18 h und im August wurde sie bei den Olympischen Sommerspielen in Paris in 2:29:29 h 21. 2025 gewann sie bei den Südamerikameisterschaften in Mar del Plata in 34:08,01 min die Silbermedaille über 10.000 Meter hinter der Brasilianerin Núbia Silva. 
In den Jahren von 2010 bis 2012 wurde Borelli argentinische Meisterin im Hindernislauf sowie 2016 über 3000 Meter. 2016 und 2019 sowie 2021 und 2023 siegte sie im 5000-Meter-Lauf, 2018 über 10.000 Meter und 2019 im 1500-Meter-Lauf.

## Persönliche Bestleistungen
- 1500 Meter: 4:15,26 min, 5. Juli 2023 in Braga
- 3000 Meter: 8:53,89 min, 29. Juli 2022 in Memphis (argentinischer Rekord)
  - 3000 Meter (Halle): 8:58,59 min, 4. Februar 2023 in Val-de-Reuil
- 5000 Meter: 15:23,83 min, 3. Juni 2022 in Manchester (argentinischer Rekord)
- 10.000 Meter: 31:33,07 min, 16. März 2024 in San Juan Capistrano (Südamerikarekord)
- Halbmarathon: 1:09:28 h, 27. August 2023 in Buenos Aires (Südamerikarekord)
- Marathon: 2:24:18 h, 18. Februar 2024 in Sevilla (Südamerikarekord)
- 3000 m Hindernis: 10:40,46 min, 2. August 2009 in Port-of-Spain